# Phellinus fragrans
Phellinus fragrans är en svampart som beskrevs av M.J. Larsen & Lombard 1976. Phellinus fragrans ingår i släktet Phellinus och familjen Hymenochaetaceae.   Inga underarter finns listade i Catalogue of Life.